# Colias alfacariensis
Colias alfacariensis é uma espécie de insetos lepidópteros, mais especificamente de borboletas pertencente à família Pieridae.
A autoridade científica da espécie é Ribbe, tendo sido descrita no ano de 1905.
Trata-se de uma espécie presente no território português.